# 匈牙利外交部长
匈牙利外交部长（匈牙利語：  Magyarország külügyminisztere) 是匈牙利内阁的成员以及匈牙利的外交部长。
该职位在1919年匈牙利蘇維埃共和國期间被称为外交事务人民委员（匈牙利語：külügyi népbiztos），在1848年至1918年匈牙利王國期间被称为国王以外的大臣（匈牙利語：a király személye körüli miniszter），在奥匈帝国时期（1867-1918），匈牙利王國和奧地利帝國还有一位联合外交大臣。